# Lobotomie

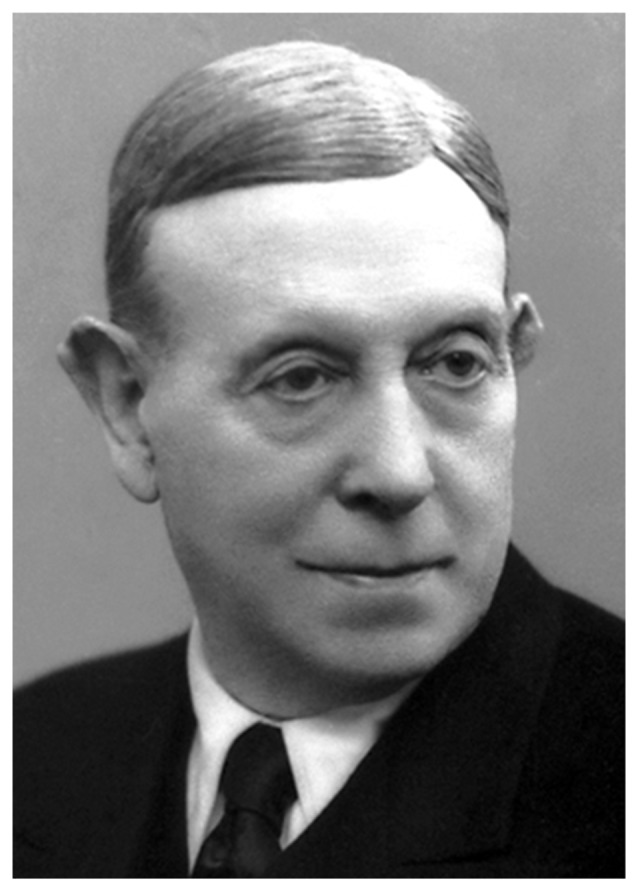
Der Begründer der Lobotomie, der portugiesische Neurologe und Nobelpreisträger António Egas Moniz

Die Lobotomie (von altgriechisch λοβός lobós, deutsch ‚Lappen‘ und τομή tomé, deutsch ‚Schneiden, Schnitt‘) oder Leukotomie ist eine neurochirurgische Operation, bei der die Nervenbahnen zwischen Thalamus und Frontallappen sowie Teile der grauen Substanz durchtrennt werden (Denervierung).
Sie wurde ursprünglich zur Schmerzausschaltung und bei extrem schweren Fällen psychischer Erkrankungen angewendet, etwa bei Psychosen und Depressionen mit starker Unruhe. Als Folge der Lobotomie tritt eine Persönlichkeitsänderung mit Störung des Antriebs und der Emotionalität auf.
Ab den frühen 1940er Jahren und bis in die 1950er Jahre hinein nahm die Anwendung des Verfahrens dramatisch zu; bis 1951 wurden in den Vereinigten Staaten fast 20.000 Lobotomien durchgeführt und im Vereinigten Königreich proportional mehr. Ab den 1950er Jahren wurde die Lobotomie allmählich aufgegeben, zunächst in der Sowjetunion, dann in Europa.
Eine Studie aus dem Jahr 1951 ergab, dass fast 60 % der amerikanischen Lobotomie-Patienten Frauen waren, während die Mehrheit der Patienten in psychiatrischen Einrichtungen Männer gewesen sind.
Der Begründer des Verfahrens, der portugiesische Neurologe António Egas Moniz, erhielt 1949 den Nobelpreis für Physiologie oder Medizin für die „Entdeckung des therapeutischen Wertes der Leukotomie bei bestimmten Psychosen“.
Die Lobotomie gehörte zu einer Reihe von radikalen und invasiven Therapien, die zu dieser Zeit in Europa entwickelt wurden und gilt heute als Beispiel für die medizinische Barbarei und Missachtung von Patientenrechten zu dieser Zeit.

## Begriff
Mit dem Ausdruck Lobotomie wird ein chirurgischer Eingriff mit Schnitt in einen Hirnlappen bezeichnet. Gemeint ist die Trennung der neuralen Verbindung eines Teils der Großhirnrinde, eines Abschnitts des Neocortex, von anderen Hirnregionen. Strenggenommen handelt es sich dabei um eine Schädigung des Gehirns durch funktionelle Abtrennung eines Areals der grauen Substanz des Cortex cerebri von seinen benachbarten Rindenregionen.
Im Unterschied dazu bezieht sich der Ausdruck Leukotomie – zu altgriechisch λευκός leukós, deutsch ‚weiß‘ – auf die Weiße Substanz des unter der schmalen Rinde (Cortex) liegenden Marklagers des Großhirns. Die Bezeichnung wäre verallgemeinert für alle Faserverbindungen zutreffend, welche die weiße Substanz des Zentralnervensystems bilden und durch einen Schnitt unterbrochen bzw. zerstört werden. Da bei dem in Rede stehenden Operationsverfahren sowohl graue als auch weiße Substanz zerstört wird, werden die Ausdrücke Lobotomie und Leukotomie praktisch synonym zueinander verwendet und benennen so beide den gleichen Begriff.

## Geschichte
Diese Hirnoperationstechnik wurde von Mario Fiamberti (1894–1970) in Italien und António Egas Moniz (1874–1955) in Portugal gleichzeitig entwickelt. 1936 wurde sie erstmals am Menschen ausgeführt. Moniz, der mit seinen Leukotomien zur Behandlung psychischer Störungen die Psychochirurgie begründete, wurde dafür 1949 mit dem Nobelpreis für Medizin ausgezeichnet. Von 1936 bis 1937 führten der US-amerikanische Psychiater Walter Freeman (1895–1972) und der Neurochirurg James Winston Watts (1904–1994) die ersten 20 Operationen durch und entwickelten die Methode zu einer populären Standardtechnik der Psychiatrie. Im Jahre 1941 ließ Joseph Kennedy von Freeman an seiner 23 Jahre alten Tochter Rosemary, Schwester des späteren US-Präsidenten John F. Kennedy, eine solche Operation durchführen, welche sie schwerbehindert und bis an ihr Lebensende im Jahr 2005 pflegebedürftig überlebte. Freemans und Watts Hirnoperationstechnik wurde unter dem Namen Lobotomie bis ca. 1955 in den meisten Industriestaaten, insbesondere jedoch im anglo-amerikanischen Raum, eingesetzt.
Walter Freeman schrieb ohne Beschönigung: „Die Psychochirurgie erlangt ihre Erfolge dadurch, dass sie die Phantasie zerschmettert, Gefühle abstumpft, abstraktes Denken vernichtet und ein roboterähnliches, kontrollierbares Individuum schafft.“
Freeman wird oft im Zusammenhang mit der exzessiven, übertriebenen und schädlichen Durchführung der Lobotomie genannt. Anfangs übernahm er die Technik von Egas Moniz und verfeinerte sie gemeinsam mit Watts. Später entwickelte er die transorbitale Operationsmethode, die von nur einer Person, die nicht einmal eine neurochirurgische Qualifikation benötigte, ausgeführt werden konnte. Damit wollte Freeman die massenhafte Verbreitung der zeit- sowie kostengünstigen Methode vorantreiben. Als die Weltwirtschaftskrise und der Zweite Weltkrieg in den USA zu einem sprunghaften Anstieg psychischer und psychiatrischer Erkrankungen führten, wurde die von vielen Experten von Anfang der 1940er bis Mitte der 1950er Jahre als Wundermittel gepriesene Lobotomie in Tausenden von Fällen in den USA – oft mit negativen Folgen – durchgeführt. Zudem waren noch keine wirksamen Medikamente gegen diese Erkrankungen verfügbar – mit Chlorpromazin wurde 1952 das erste wirksame Psychopharmakon massenhaft auf den Markt gebracht. Wegen der erheblichen Nebenwirkungen geriet die Lobotomie bereits ab Mitte der 1950er Jahre in Verruf.
Walter Freeman ließ jedoch auch nach der Einführung von Psychopharmaka und der weitgehenden Ablehnung der irreversiblen operativen Methoden in der Praxis nicht von seiner transorbitalen Lobotomie ab. Sein Wille, die Methode zu verbreiten und Kollegen zu überzeugen, erreichte dabei bizarre Auswüchse: So operierte er vor den Augen zahlreicher Zuschauer sowohl im Fernsehen als auch in Hörsälen Patienten im Akkord (mehrere Dutzend pro Tag). Des Weiteren reiste er in einem Wohnmobil, später von Kritikern „Lobotomobil“ getauft, von Klinik zu Klinik durch die USA und operierte einen Patienten nach dem anderen. Zeit seines Lebens pries er die Lobotomie als optimale Behandlungsform und operierte insgesamt ca. 3600 Patienten, bis man ihm 1967 die Operationslizenz entzog, nachdem eine Patientin an einer von ihm durchgeführten Lobotomie gestorben war.
Bürgerrechtsbewegungen begannen um 1960, gegen die Lobotomie vorzugehen. Ken Keseys einflussreicher und bedeutender Roman Einer flog über das Kuckucksnest zeigte 1962 drastisch die Auswirkungen der Operation auf psychiatrische Patienten. Der Roman wurde bereits im folgenden Jahr auf die Bühne gebracht und 1975 von Miloš Forman erfolgreich verfilmt.
Im Jahre 1967 lokalisierten die Harvard-Autoren V. Mark, F. Ervin und W. Sweet in einem Leserbrief im Journal of the American Medical Association, dem offiziellen Organ der amerikanischen Ärztevereinigung, eine der Ursachen der Rassenunruhen von Detroit in individuellen Hirnfunktionsstörungen. Im Jahr 1970 erschien Marks und Ervins Buch Violence and the Brain (Gewalt und das Gehirn), in dem die beiden die Psychochirurgie als endgültige Lösung für das Problem der Gewalt vorschlagen, beispielsweise bei unbelehrbaren Gefängnisinsassen. Der Psychiater L. G. West nannte diesen Ansatz 1969 in einem Artikel den „biosozialen Humanismus“. Der kalifornische Psychiater H. Brown empfahl 1979 die Psychochirurgie zur „Rehabilitation“ jugendlicher Straftäter. In der Londoner Times und der Washington Post wurden Browns Vorschläge diskutiert – mit dem Hinweis darauf, dass diese Art der Resozialisierung mit nur 6000 US$ weitaus kostengünstiger sei als eine lebenslange Verwahrung, die um 100.000 US$ an Kosten verursache.
Eine historische Untersuchung aus den 1980er Jahren berichtet über Lobotomien in der Sowjetunion, den Vereinigten Staaten, dem Vereinigten Königreich, Frankreich, (West-)Deutschland, Spanien, den Niederlanden, Indien, Australien, Japan, Kanada, Argentinien und der Tschechoslowakei. In Schweden sind bis 1963 laut einem Bericht des staatlichen schwedischen Fernsehsenders SVT vom April 1998 etwa 4500 Menschen lobotomiert worden, viele davon gegen ihren Willen. Mindestens 500 von ihnen waren nach heutiger Lesart keine psychiatrisch Erkrankten, sondern u. a. hyperaktive oder entwicklungsgestörte Kinder. In Finnland waren es bis 1969 etwa 1500 Menschen, die lobotomiert wurden. In Norwegen wurden von 1941 bis 1981 zwischen 3000 und 4000 Personen lobotomiert. In Dänemark als dem Land mit den, im Verhältnis zur Einwohnerzahl, meisten lobotomischen Operationen, wurden bis 1983 etwa 4500 Eingriffe durchgeführt. Weltweit werden die durchgeführten Operationen auf etwa eine Million geschätzt.
In (West-)Deutschland erschien bereits 1949 eine Übersetzung des Standardwerks Psychosurgery von Freeman und Watts durch Anton von Braunmühl. Auch stellte Freeman persönlich die Lobotomie in Freiburg vor, die Methode wurde jedoch nur vereinzelt angewendet.

## Technik

### Ursprüngliche Methode
Die ursprüngliche, von Moniz entwickelte und von Freeman und Watts in den USA verfeinerte Methode wird auch als Präzisionsmethode bezeichnet. Sie erfordert die Teilnahme von mindestens zwei Personen an der Operation: eines Neurologen und eines (Neuro-)Chirurgen.
Dabei ging man folgendermaßen vor: Es wurde bilateral (auf beiden Kopfseiten) ein etwa zwei Zentimeter großes Loch in den Schädel gebohrt, wobei man sich an der vorderen Schädelnaht (Sutura koronalis) und weiteren Punkten orientierte. Die Löcher befanden sich in etwa drei Zentimeter vor und fünf Zentimeter oberhalb des Ohres – also im Bereich des präfrontalen Kortex. Anschließend wurden die beiden Bohrlöcher manuell um einige Millimeter erweitert. Nun führte der Chirurg auf (etwa) horizontaler Ebene ein längliches Messer oder ein spezielles Leukotom in den Schädel ein. Ihm gegenüber, auf der anderen Seite des Kopfes, befand sich der Neurologe, welcher die Vordringungsrichtung des Leukotoms dirigierte. Zunächst wurde dieses vom Chirurgen unter Anpeilen der gegenüberliegenden Schädelbohrung bis kurz vor die Mitte des Schädels bzw. Gehirns (vor Erreichen der fissura longitudinalis) geschoben. Die Orientierung erfolgte dabei zudem an weiteren, innenliegenden Schädelpunkten. An diesem Punkt führte der Chirurg die eigentliche Lobotomie durch, bei welcher weite Teile der Faserbahnen in der weißen Substanz sowie einige Bereiche der grauen Substanz im Gebiet des präfrontalen Kortex irreversibel zerstört wurden. Dazu schwenkte er das eingeführte Leukotom in vorgeschriebenen Winkeln in der koronaren Ebene nach oben und unten. Somit wurden Teile des Gehirns einfach „zerschnitten“. Anschließend wurde die gleiche Prozedur in der anderen Hirnhemisphäre durchgeführt.

### Freemans Transorbitale Methode

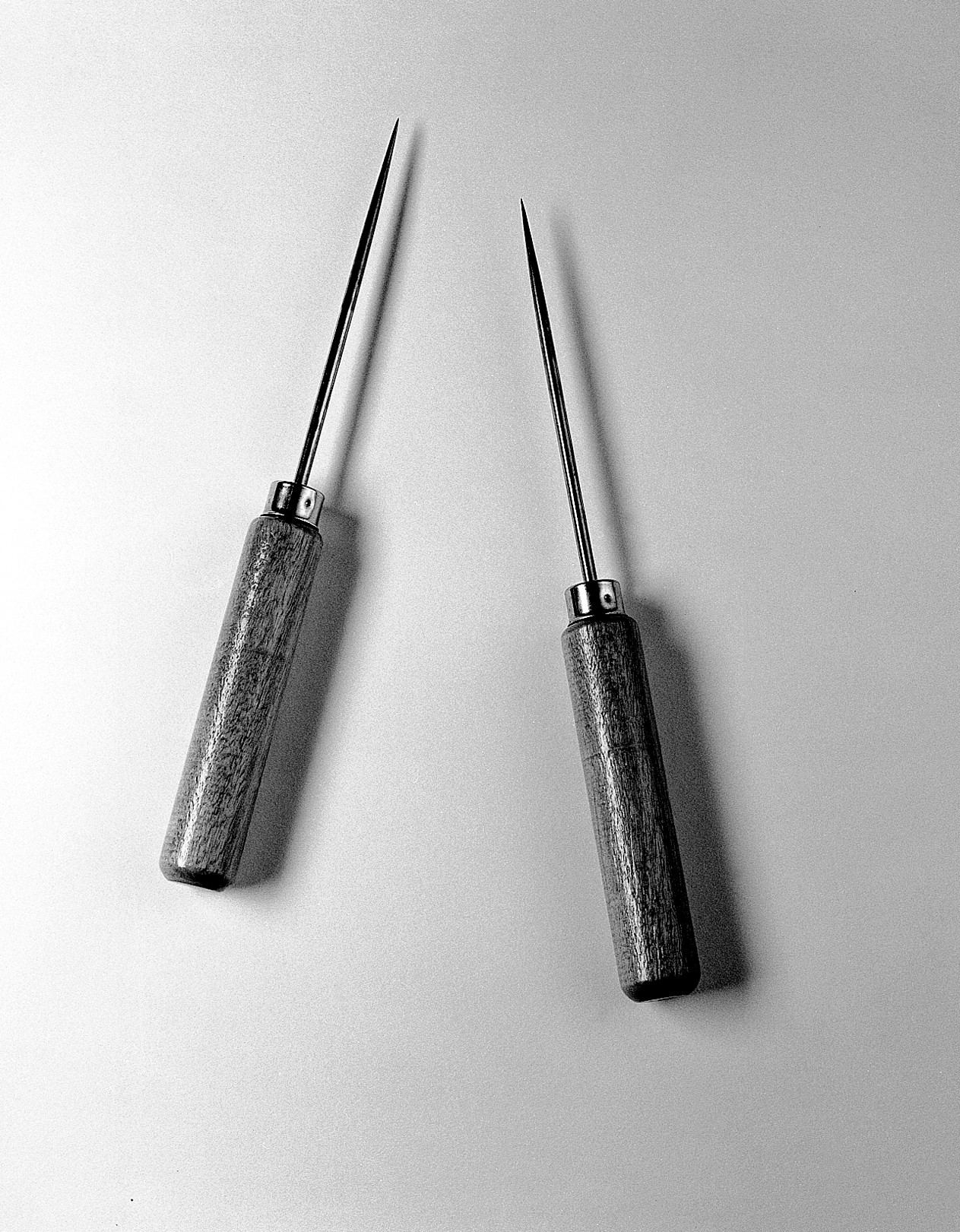
Eispickel-Werkzeug

Freeman entwickelte die neue Operationsmethode aus zwei Gründen: Zum einen war zu ihrer Ausführung lediglich ein mehr oder minder fachkundiger Mensch vonnöten; zum anderen war sie wesentlich zeit- und kostengünstiger, erforderte nicht einmal eine Narkose oder die Schädelöffnung. Oft dauerte die gesamte Operation von Eintreffen bis Verabschiedung des Patienten nicht einmal eine Stunde. Bei der Operation wurde dem lokal oder vollständig anästhetisierten Patienten vom Operateur (der in den seltensten Fällen ein ausgebildeter Chirurg war) ein langes, spitzes Werkzeug oberhalb der Augenhöhle in den Kopf eingeführt. Dafür wurde dem Patienten das Augenlid angehoben, die Spitze des Werkzeuges oberhalb des Augapfels eingeführt und durch den Schädel geschlagen. Da der Schädel im Bereich der Augenhöhlen den dünnsten Bereich aufweist, genügte meist ein leichter Schlag auf das hintere Ende des Werkzeuges, um in das Gehirn vorzudringen. Freeman entwickelte als Werkzeug ein Gerät, das einem Eispickel nachempfunden war – weshalb diese Methode oft als „Eispickelmethode“ bezeichnet wird. War die Spitze des Werkzeuges im Gehirn bis zu einem der subjektiven Einschätzung überlassenen Punkt vorgeschoben, wurde es wie bei der alten Methode geschwenkt, um das Gewebe in den anvisierten Hirnbereichen zu zerstören. Die gleiche Prozedur wurde anschließend in der anderen Hemisphäre durchgeführt. Die einzigen äußerlich sichtbaren Schäden, die Patienten davontrugen, waren meist lediglich Hämatome am Auge.
Anfangs ließ Freeman seine Patienten noch in Narkose versetzen. Später führte er seine Operationen unter lokaler Betäubung durch. Dies hatte den Vorteil, dass er die Patienten simultan befragen konnte. Besonders bizarr erscheint dabei, dass Freeman nur dann das Ausmaß der Substanzzerstörung im Gehirn für ausreichend erachtete, wenn der Patient ernsthafte kognitive Probleme, zum Beispiel bei arithmetischen Aufgaben, zeigte, denn er habe beobachtet, dass anscheinend nur Patienten, die zumindest vorübergehend derlei Beeinträchtigungen aufwiesen, auch wirklich eine Symptomlinderung ihrer psychischen Beschwerden zeigten. Letztlich verwendete Freeman zur Narkotisierung Elektroschocks. Diese Methode entlehnte er der elektrokonvulsiven Behandlung von Depressionen. Er versetzte den Patienten drei aufeinanderfolgende starke Schocks über am Kopf angebrachte Elektroden. Dies führt in der Regel (neben Krampfanfällen) zu vorübergehender Bewusstlosigkeit.

### Belege zur Wirksamkeit
Es gibt kaum empirische Belege für die Wirksamkeit der Methode. Zwar existiert eine Vielzahl positiver, subjektiver Berichte und Einschätzungen (meist von den Verfechtern der Methode), es wurden jedoch keine kontrollierten, objektiven Studien durchgeführt. Zu den Störungen, bei denen die Methode (angebliche) Effekte zeigte, gehören insbesondere schwere Depressionen und Zwangserkrankungen sowie in geringerem Ausmaß Angst- und Panikstörungen. In nur sehr wenigen Fällen wird von erfolgreicher Anwendung bei Schizophrenien bzw. psychotischen Symptomen berichtet.

## Heutige Bedeutung
In Deutschland wurden seit den 1970er Jahren keine Lobotomien in der oben geschilderten Weise mehr durchgeführt.
Als „Leukotomie“ werden heute mikrochirurgische Techniken bezeichnet, bei denen gezielt epileptogene Zentren ausgeschaltet werden (Nr. 5-013.7 des aktuell in der Bundesrepublik Deutschland gültigen Operationen- und Prozedurenschlüssel OPS-301). Neuere Experimente mit Hirnschrittmachern zielen wiederum auf die Stilllegung von überaktiven Nervenbahnen.

## Populärkulturelle Rezeption
Auf die Thematik der Lobotomie wird in zahlreichen Filmen, Serien und Literatur eingegangen, meist in einem kritischen und abwertenden Kontext. Beispiele hierfür sind Sucker Punch, Shutter Island, The Ward, Knochenwald 2 – Fleischernte, Einer flog über das Kuckucksnest oder die Netflix-Serien Ratched, und Painkiller.